# أدولف إيربسلوه
أدولف إيربسلو (* 27 مايو 1881 في نيويورك ؛ † 2 مايو 1947 في إيرشنهاوزن ) كان رسامًا ألمانيًا . بالتعاون مع ماريان فون ويريفكين وأليكسي جولينسكي، بدأ تأسيس جمعية الفنانين الجدد في ميونيخ (.N.K.V.M) ، والتي ظهرت منها فيما بعد فرقة "الفارس الأزرق" .

## الحياة والعمل

### البدايات الفنية
جاء إيربسلوه من عائلة تجارية من بارمن . كان جده يوليوس إيربسلو أحد المؤسسين المشاركين لشركة يوليوس وأغسطس إيربسلو في بارمن، وكان والده مالكًا مشاركًا لشركة التصدير Dieckerhoff، Raffloer & Co. وعمل في نيويورك لمدة 15 عامًا حتى عاد إلى بارمن مع عائلته في عام 1887. إلتحق إيربسلوه بالثانوية العلمية في بارمن. خلال هذا الوقت، رسم "رؤوسًا[...] مستوحاه من نماذج جبسية"، ونباتات " من الطبيعة" أو " بسمارك (من لينباخ )". تعود صداقته مع ابن عمه البعيد أوسكار فيتنشتاين (1879-1918) إلى أيام دراسته. بعد تخرجه من المدرسة الثانوية العلمية، بدأ التدريب التجاري في بارمن.

### دراسة في كارلسروه وميونيخ
في عام 1901 بدأ دراسته في أكاديمية كارلسروه . كان أساتذته إرنست شورث (1848-1910) ولودفيج شميد روت (1862-1909). منذ أن كان طالبًا في كارلسروه كان صديقًا لألكسندر كانولدت وجورج تابيرت .
في عام 1904، انتقل هو وفيتنشتاين إلى شقة مشتركة في ميونيخ وواصل دراساته الفنية في عام 1905 في أكاديمية ميونيخ تحت إشراف لودفيج فون هيرتريش . حتى عام 1906، وقت إقامته في هاربورغ في بلدة فورنيتز ، كانت رسوماته لا تزال "متأثرة بالأسلوب الواقعي للقرن التاسع عشر". ومن الجدير بالملاحظة في سياق هذا التخصص هو أن إربسلوه، إلى جانب الرسم المشبع بالأسلوب، حافظ طوال حياته أيضًا على الرسم الواقعي الموضوعي، والذي يتميز بطابع اليوميات من خلال تصنيفه وتأريخه. ويُنظر إلى كوربيه وماري وليبل على انهم مصدر تحفيز للتطور في فن إيربسلو. في عام 1907 تزوج إيربسلوه من ابنة عمه من الدرجة الثانية، أدلين شوخارد، ابنة هوغو شوخارد ، في قلعته كالينبيرج بالقرب من واربورغ .

### جمعية الفنانين الجدد ميونيخ

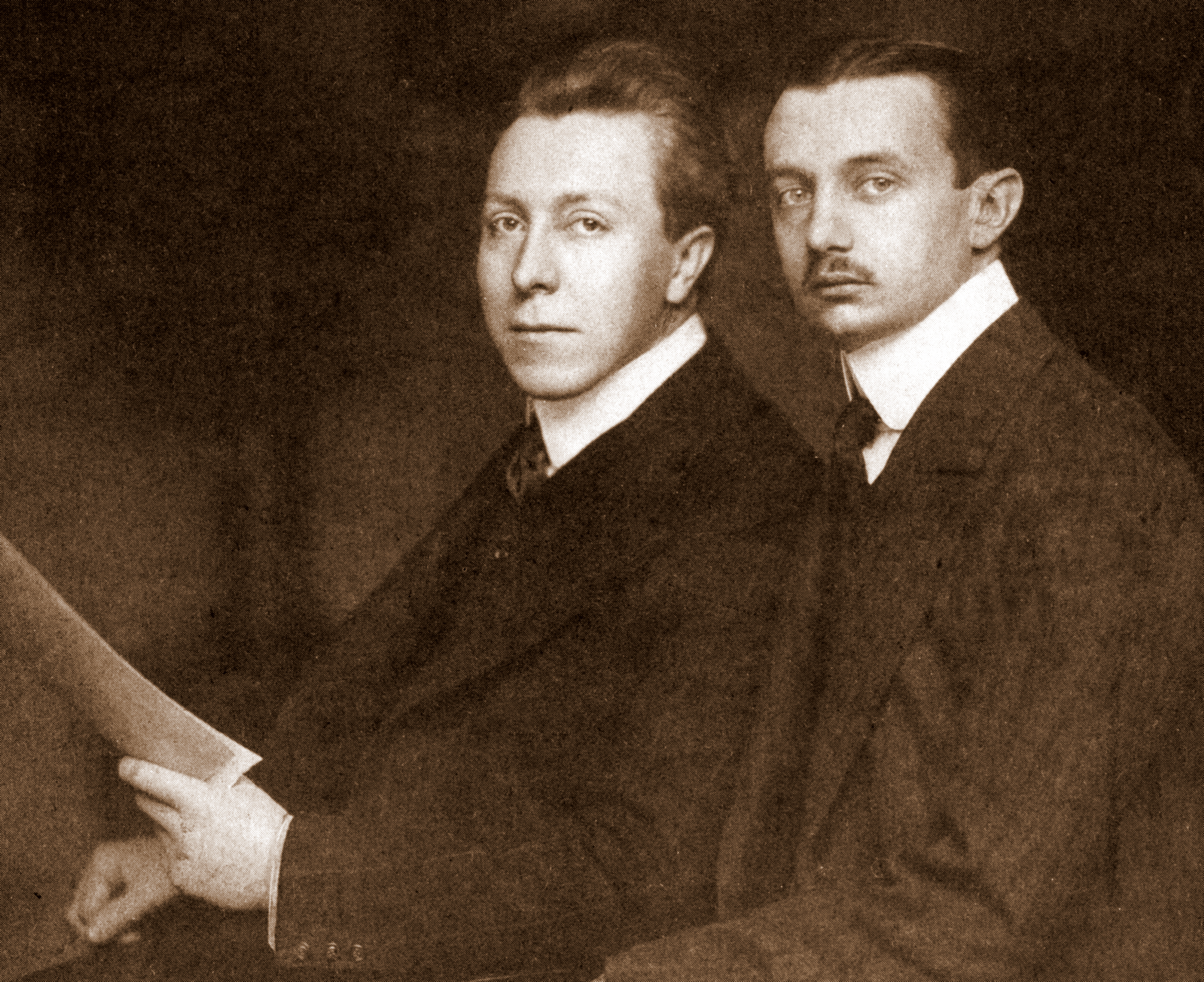
أدولف إيربسلوه مع أوسكار فيتنشتاين (يسار). في عام 1908، بالتعاون مع ماريان فون ويريفكين وأليكسي فون جولينسكي، قاموا بتأسيس جمعية الفنانين الجدد في ميونيخ (.N.K.V.M).

منذ خريف عام 1908، كان إيربسلو على اتصال بـ "الصالون الوردي" لماريان فون ويريفكين . بالتعاون معها، أليكسي جولينسكي وأوسكار فيتنشتاين، طور فكرة تأسيس "جمعية الفنانين الجدد في ميونيخ" (NKVM) قبل عيد الميلاد عام 1908 . لم يشارك غابرييل مونتر وفاسيلي كاندينسكي وكانولدت في المشروع في البداية. في 22 يناير 1909، تمت صياغة وثيقة تأسيس الجمعية. في جمعية الفنانين الجدد في ميونخ، التي حددت لنفسها هدف "تنظيم المعارض الفنية في ألمانيا والخارج"، خدم إيربسلوه في البداية كأمين سر. انضم صديقه في الكلية كانولدت، الذي استقر أيضًا في ميونيخ في هذه الأثناء، إلى الجمعية خلال العام. وعلى نحو مماثل، صديقه فيتنشتاين، الذي درس في هذة الأثناء الموسيقى والأدب والفلسفة في جامعة ميونيخ.
في عام 1909، أقيم لإيربسلو أول معرض فردي في مسقط رأسه بارمن، والذي نظمه ريشارت رايشه في جمعية الفنون في بارمن . بمناسبة ذلك أفادت صحيفة بارمر تسايتونج بانفتاح كبير في 12 يونيو 1909 عن أحد بورتريهاته النسائية : "كان مبتكرها يتطلع في المقام الأول إلى أن يقدم لمواطنيه في الوطن هذه المفاجأة غير المعتادة بالنسبة لهم، لأن وجهًا بخدود صفراء وظلال أنف خضراء و حدقات خضراء وشعر مموج يعكس جميع ألوان قوس قزح في بقع عريضة يعتبر أمرًا غير مألوف تمامًا حتى في مدينة الصباغين العريقة بارمن". من الواضح من مراجعة المعرض أن إيربسلو كان يمارس أيضًا أسلوب الرسم الانطباعي الجديد والنقطي في ذلك الوقت.

#### ١٩٠٩، المشاركة في أول معرض لجمعية الفنانين الجدد في ميونخ
أقيم أول معرض لجمعية الفنانين الجدد في الفترة من 1 إلى 15 ديسمبر في معرض هاينريش ثانهاوزر الحديث في ميونيخ. الذي شارك إيربسلو فيه بثلاثة أعمال. تم ذكر اللوحة التي تحمل عنوان "شمس مارس" في كتالوج المعرض، و لا تزال محفوظة. من الناحية الأسلوبية، يظهر أن فن إيربسلو يمر بتحول جذري. مقارنة بالنقاط والخطوط الصغيرة السابقة، بدأت العناصر السطحية والخطية تكتسب أهمية أكبر. من الواضح جدًا من تصميماته الداخلية ، ولوحاته العارية ، وطبيعته الصامتة ، أنه كان تحت التأثير الأسلوبي لجاولنسكي. في عام 1931، قام هو بنفسه "بإدراج جولينسكي، إلى جانب فان جوخ وسيزان ، كواحد من الفنانين الثلاثة الذين أصبحوا مؤثرين في عمله". قام بشكل منهجي ببناء العديد من لوحاته على مبادئ الألوان الأساسية والتكميلية، وكان يضيف إليها أحيانًا الزوج غير الملون الأسود والأبيض.
بفضل وساطته، أقامت جمعية الفنانين الجدد أول معرض متحفي لها في أبريل 1910 في متحف إلبرفيلد ، والذي استمر لاحقًا في جمعية بارمن للفنون .

#### 1910، المشاركة في ثاني معرض لجمعية الفنانين الجدد

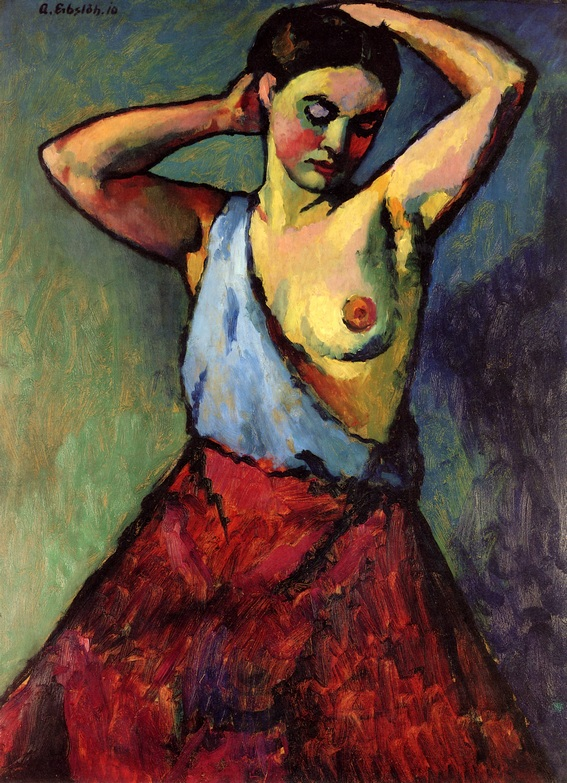
فتاة ذات تنورة حمراء ، زيت على ورق مقوى، 1910. متحف فون دير هايدت، فوبرتال

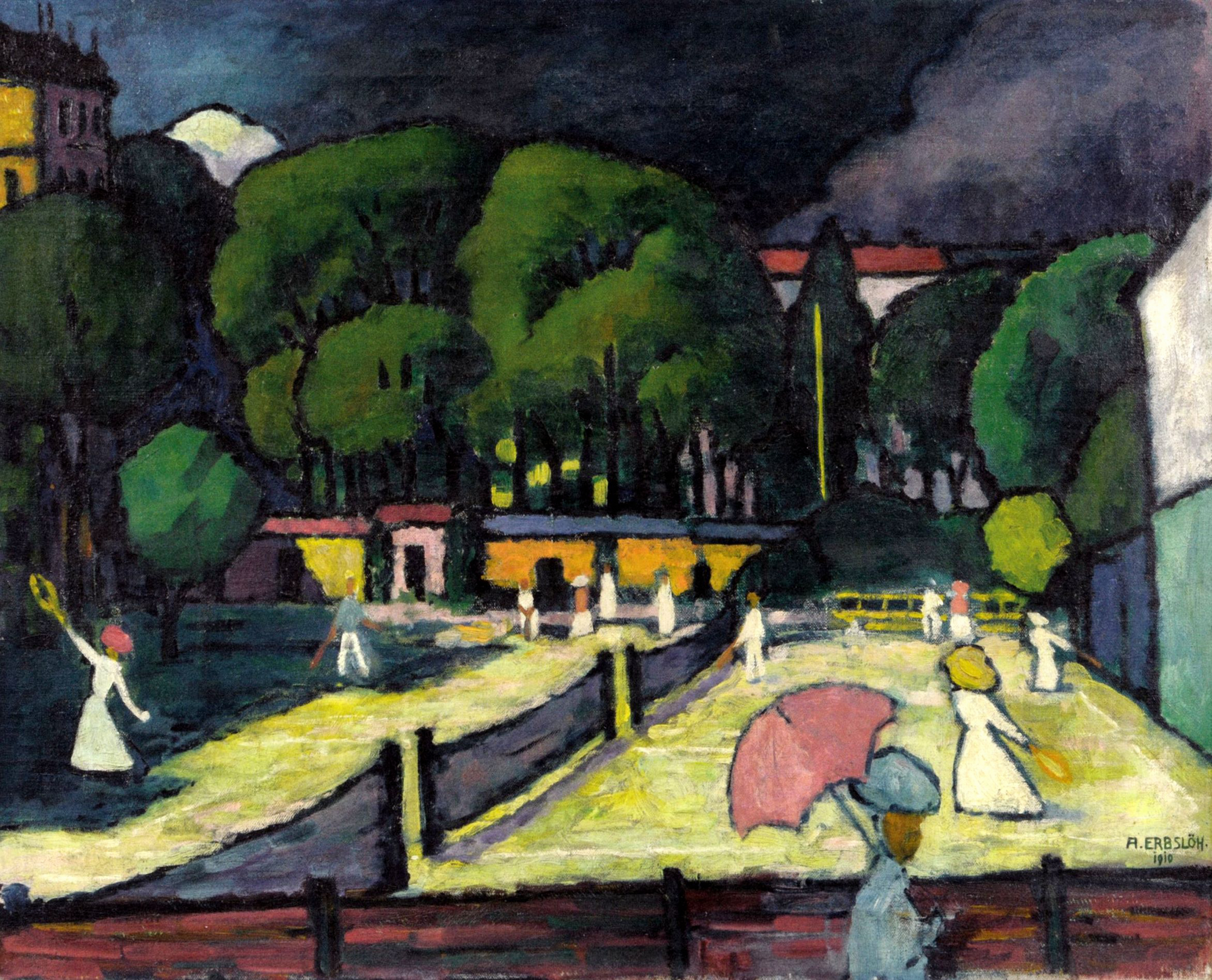
ملعب تنس ، زيت على قماش، 1911، متحف جامعة أيوا، الولايات المتحدة الأمريكية

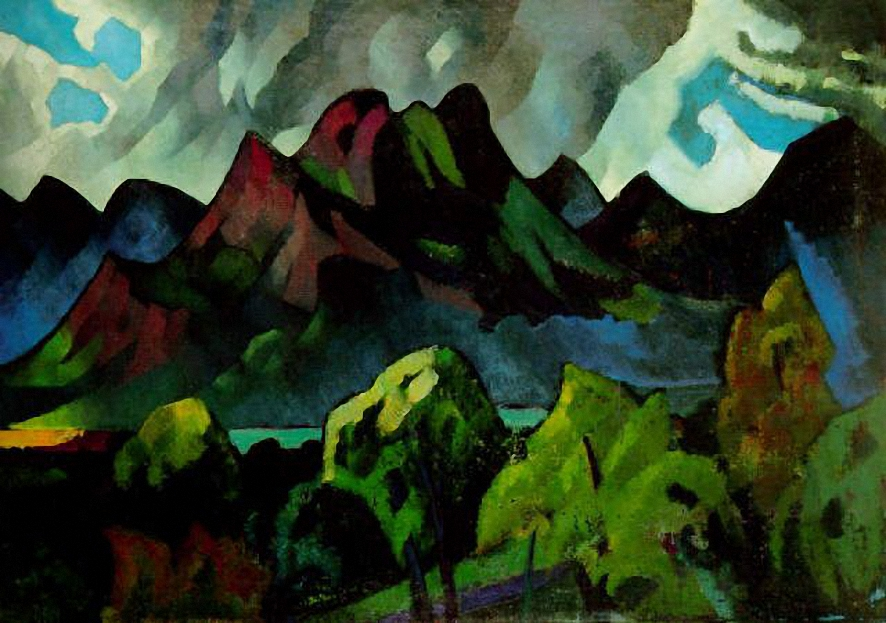
براننبورغ (منظر طبيعي جبلي في بافاريا العليا)، زيت على قماش، 93 × 133 سم، 1911، مجموعة خاصة

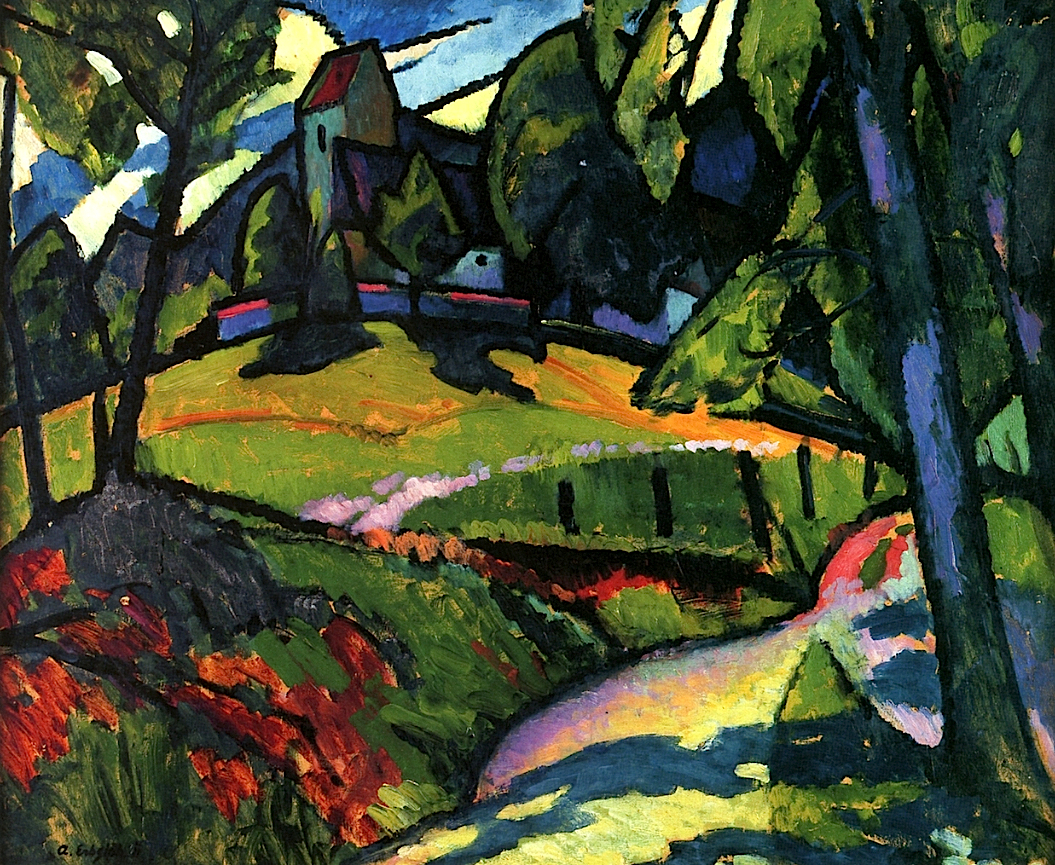
كنيسة (القديسة مارغريت)، زيت على ورق مقوى، 55 × 62 سم، 1911، مجموعة خاصة

في مايو 1910، سافر إيربسلو إلى باريس برفقة بيير جيرويد ، صديق لفيريفكين وجاولينسكي، لدعوة الفنانين جورج براك ، وأندريه ديرين، وكيس فان دونجن ، وباكو دوريو ، وهنري لو فوكونير ، وبابلو بيكاسو ، وجورج روولت ، وهنري روسو ، وموريس دي فلامينك ، وسيرافيم سودبينين (1870-1944) إلى المعرض الثاني لجمعية الفنانين الجدد. في ذلك الوقت، وجد فرانز مارك الذي كان يسعى إلى " إبراز أهمية اللون بعيدًا عن الشعبية"، كلمات إعجاب للوحة إيربسلوه في الثاني من ديسمبر: "أعمال إيربسلوه الجديدة باهرة". أقيم المعرض الثاني لجمعية الفنانين الجدد في الفترة من 1 إلى 14 سبتمبر أيضا في معرض تانهوزر. شارك إيربسلو فيه بخمسة أعمال. اللوحة التي تحمل عنوان "ملعب التنس" موضحة في كتالوج المعرض وما زالت محفوظة.

#### منظم مشاركة جمعية الفنانين الجدد ضمن جماعة الإنفصال الجديدة في برلين.
كان الفضل في تنظيم هذا المعرض - الذي نال اهتمامًا قليلا جدا في تاريخ الفن - يعود إلى إيربسلو. تمت دعوة إيربسلو شخصيًا للمشاركة في المعرض الثالث لجماعة "الانفصال الجديدة" من قبل صديقه من أيام الدراسةفي كارلسروه، جورج تابيرت ، الذي كان أول رئيس لجماعة الانفصال الجديدة في برلين. و لكن، حرصًا منه على مصلحة جماعة الفنانين الجدد ، رفض المشاركة، و فضّل بدلًا من ذلك أن تشارك جماعة الفنانين الجدد في المعرض الرابع الذي أقيم في برلين من 18 نوفمبر 1911 إلى 31 يناير 1912. وكان إيربسلو قد اتفق بالفعل مع تابيرت على المشاركة في شهر مارس. و في الأول من أبريل، أكد على أهمية المعروضات رفيعة المستوى و قال : "في إطار سعينا المشترك من أجل الفن الجديد، سنرسل أفضل أعمالنا إلى معرضكم في برلين". وكما تم الاتفاق على تقديم مشترك لأعمال اثنين من أهم المجموعات الفنية التقدمية في ألمانيا، رسامي "الجسر" ورسامي جماعة الفنانين الجدد، حيث قام بعض أعضائها لاحقا بتحويل أعمالهم إلى معرض ميونيخفي ديسمبر، و أصبحوا من هيئة تحرير "الفارس الأزرق" (Der Blaue Reiter )

#### "القيامة/التكوين الخامس"
عندما نشأت خلافات مختلفة داخل جمعية الفنانين الجدد، استقال كاندنسكي من منصب الرئيس في 10 يناير 1911، لكنه لم يترك الجمعية. ثم تم انتخاب إيربسلوه كرئيس أول. و فيتينشتاين كنائب له، و كانولدت تم تعيينه سكرتيرًا. كان كاندنسكي وفرانز مارك يخططان منذ فترة طويلة لمغادرة الجمعية وإلقاء اللوم على الأعضاء غير المنتبهين. وكان ذلك ممكنا من خلال نية كاندنسكي تقديم لوحة تجريدية إلى لجنة التحكيم في ديسمبر. وكان من المفترض أن تحمل عنوان "القيامة/التكوين الخامس". لكن، بسبب أن حجمها تجاوز أربعة أمتار مربعة، فقد خالفت لوائح الجمعية وبالتالي تم رفضها من قبل اللجنة. منذ السادس من أغسطس، يتبين بالفعل أن كاندنسكي كان يعمل على تنفيذ خطته، إذ كتب في ذلك اليوم إلى مونتر: "أرسم وأرسم الآن. جميعها رسومات ليوم القيامة." في 10 أغسطس، أقنع مارك صديقه أوغست ماكي بأن الخطة ستنجح. وكتب إليه أنه وكاندنسكي توقعا "مواجهة رهيبة" من شأنها أن تؤدي إلى "انقسام" الجمعية. وهكذا، في هذه المرحلة، بدأ الانفصال ينشأ بالفعل. وفي الثامن من سبتمبر/أيلول، أكد مارك نيته من خلال الحديث عن "الدفن السريع للجمعية" . في 30 أكتوبر، تم تحديد موعد المعرض المضاد لكاندنسكي ومارك منذ فترة طويلة. تكشف مراسلاتهم أن هاينريش كامبندونك كان من المقرر أن يشارك في أول معرض لـ"الفارس الأزرق": "يصنع كامبندونك أعمالاً رائعة. أود أن أضيف شيئاً من أعماله إلى كتالوج الفارس الأزرق وأعرضه في ديسمبر!"
في 2 ديسمبر 1911، اجتمعت لجنة تحكيم الجمعية برئاسة أدولف إيربسلو. عندما قدّم كاندنسكي لوحة "القيامة/التكوين الخامس" دون لجنة التحكيم، "أثار السؤال: ما حجمها؟ أكثر من أربعة أمتار مربعة!!! إنها تتعارض مع القوانين التي وضعها كاندنسكي نفسه، ونتيجةً لذلك تقع تحت إشراف لجنة التحكيم [...] وتفشل" ، كما وصفت ماريا فرانك ، شريكة حياة مارك آنذاك. برر بيتشتيف رفضه قائلاً: "أنا لا أفهم ذلك"، كما نقلت عنه ماريا فرانك في رسالتها المؤرخة في 3 ديسمبر 1911 إلى أغسطس ماكي. ولم يحاول كاندنسكي ولا مارك شرح الصورة له، ولا حتى ويريفكين الذي وصفها بأنها "عمل رائع" . عن طريق خداع زملائهم، نجح كاندنسكي ومارك ومونتر في الانفصال عن الجمعية دون أن يفقدوا ماء الوجه، وقاموا بتنظيم أول معرض "الفارس الأزرق" . تفاخر كاندنسكي بالانقلاب بخبث في رسالة من صفحتين إلى جالكا شاير في عام 1938.

#### 1911، تنظيم المعرض الثالث لجمعية الفنانين الجدد

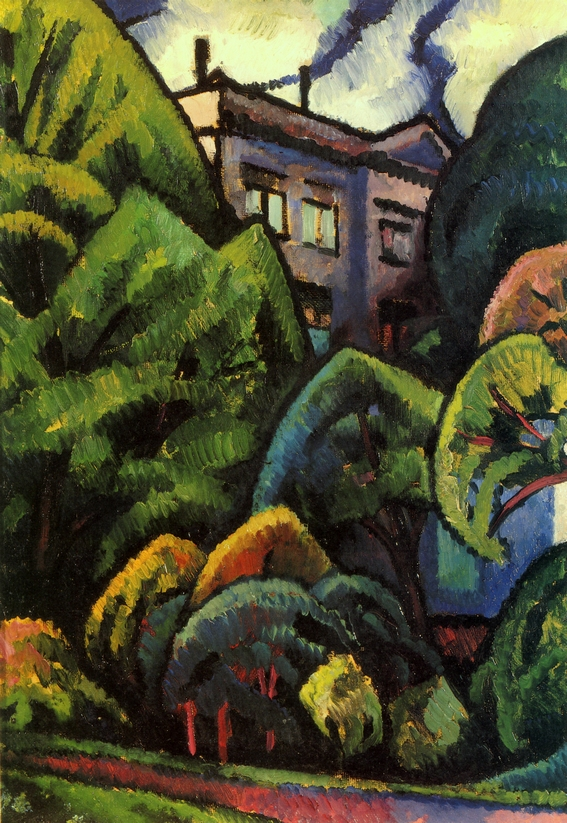
بيت في الحديقة ، زيت على كرتون، 1912. متحف فون دير هايدت، فوبرتال

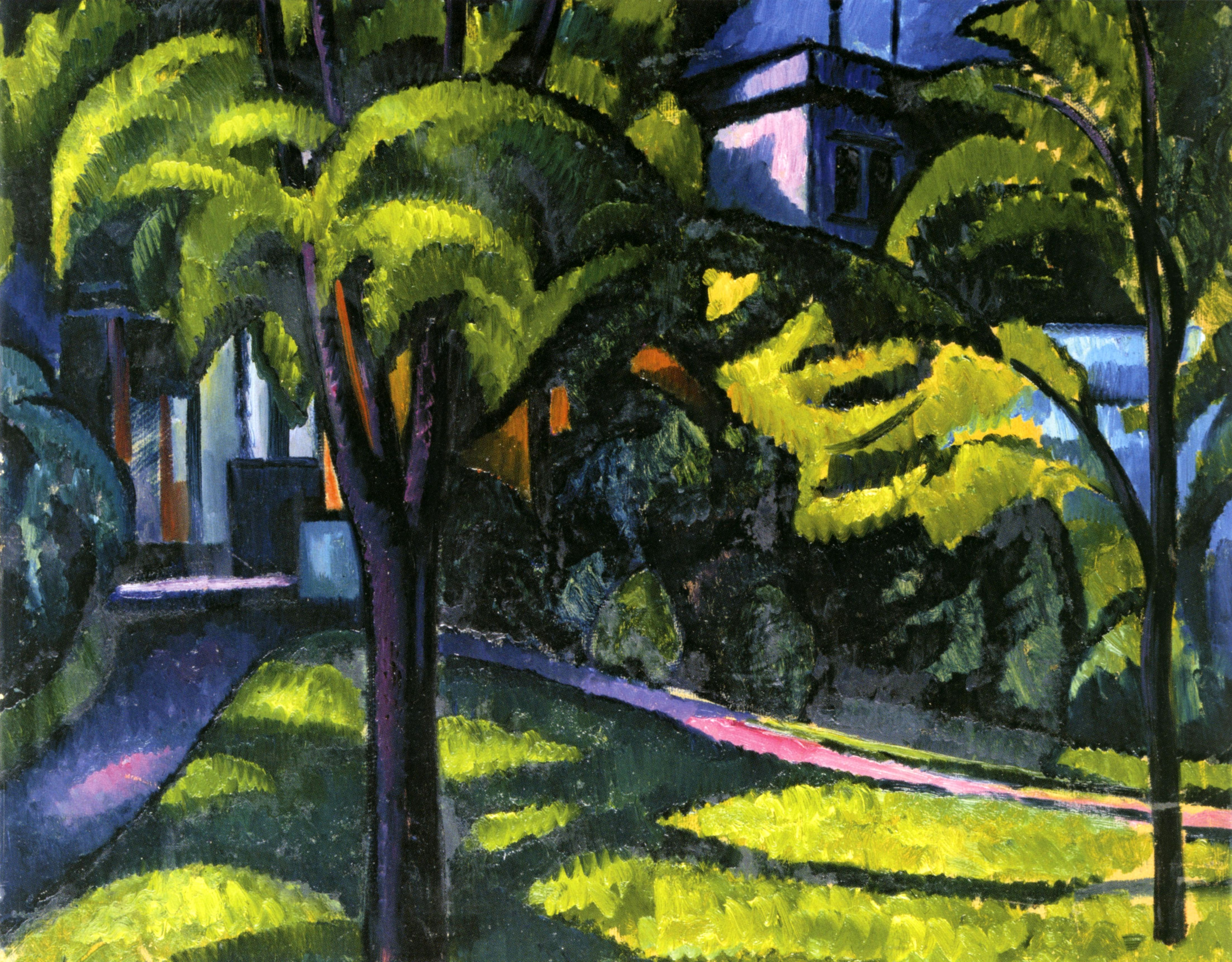
حديقة (منظر طبيعي للحديقة)، زيت على كرتون، 1912. مجموعة جينا الفنية

في عام 1911، شارك إيربسلو في معرض سوندربوند الثالث في دوسلدورف، والذي استضافه أيضًا بارمر روميشال. كما أقيم المعرض الثالث للجمعية في معرض ثانهاوزر من 18 ديسمبر إلى 1 يناير 1912. كان إيربسلو هو منظمها وساهم بسبعة أعمال. تظهر اللوحة بعنوان "المناظر الطبيعية" في كتالوج المعرض. و تتناول تصويرًا لسلسلة جبال بالقرب من براننبورج ، والتي ربما ضاعت. من الناحية الأسلوبية، ظهر تطور جديد خلال هذه الفترة: "لقد جعل إيربسلوه من أشكال التكعيبية وسيلة تخدم غايته الفنية. تخترق الهندسة الوفرة، وتُحللها وتُوسعها، وتُروّضها من خلال الخطوط الكنتورية."
حوالي عام 1911، أسس إربسلوه وفيتنشتاين شركة Flugwerk Deutschland في ميونيخ وشركة Luftschiffbau-Gesellschaft Veeh mbH ولأسباب مالية، سرعان ما اضطروا إلى التخلي عن الشركة.

#### "الصورة الجديدة"
في عام 1912 شارك إيربسلو في معرض " سوندربوند " الكبير لأصدقاء الفن الغربي الألماني و فنانيه في كولونيا. تم إدراج إربسلوه في منشور صادر عن الجمعية بعنوان "الصورة الجديدة" (Das Neue Bild) ، الذي كتبه مؤرخ الفن أوتو فيشر ، مع صورتين وأربع لوحات. وكتب فيشر عن حالة لوحاته في ذلك الوقت: "إن الانطباع العام هو الوحدة و البشرى، انطباع يمنح نظرة شاملة عن كامل العمل. إنه انطباع عن تطور منطقي وجميل بشكل غير مقصود. هنا صور عارية ذات جوهر وعظمة، وهنا مناظر طبيعية ذات بنية واضحة ومشاعر قوية. الطبيعة لم تترك في أي مكان، بل في كل مكان معززة بالقوة."
في عام 1913 أصبح عضوًا في مجموعة فناني الانفصال الجديد في ميونخ والتي كان ينتمي إليها، من بين آخرين:  جولينسكي، وبشتيجيف، وبول كلي ، وكانولدت، وكارل كاسبار ، وهاينريش كامبيندونك ، وماكس بيكمان ، وكارل هوفر ، وأوسكار كوكوشكا ، وألفريد كوبين ، وإميل نولدي ، وماكس بيتشستين . في العام التالي، كان واحدًا من 24 فنانًا تم تقديمهم في ما يسمى "قاعة التعبيريين" لأدولف هولزيل كجزء من المعرض الفني في شتوتغارت الذي نظمته جمعية محبي الفن في الولايات الواقعة على نهر الراين .

### في الحرب العالمية الأولى

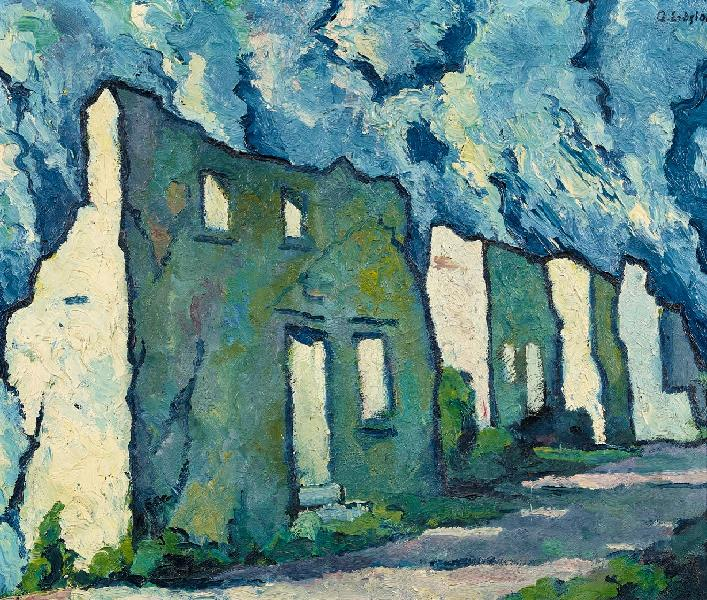
مونتينيي (منازل مدينة مونتينيي الفرنسية المدمرة خلال الحرب العالمية الأولى). زيت على قماش. ٥٥٫٣ × ٦٥٫٥، حوالي عام ١٩١٦. مجموعة لينغناوبر، موناكو

في عام 1915 تم تجنيد إيربسلو في الجيش. كان جنديًا في فلاندرز وفرنسا. في 5 أغسطس 1916، كتب: "سأنضم إلى فوج المشاة رقم 95 (الموجود بالقرب من فردان ) في الأيام الأربعة عشر القادمة، حيث سأعمل كفنان حرب في هيئة أركان الفوج." في 23 سبتمبر، أضاف في رسالة: "نظرًا لعدم وجود منصب رسمي كرسام حرب لضابط صف ذو خدمة عسكرية محدودة، فأنا أعمل هنا كمساعد كاتب (يجب أن يكون للطفل اسم)". وتظهر رسوماته الميدانية صور رفاقه في الحرب والغابات والمنازل المدمرة. لقد فقدت ألوان لوحاته الزيتية في ذلك الوقت بريقها السابق، وأصبحت باهتة وشاحبة بشكل لافت للنظر.

### بعد الحرب العالمية الأولى

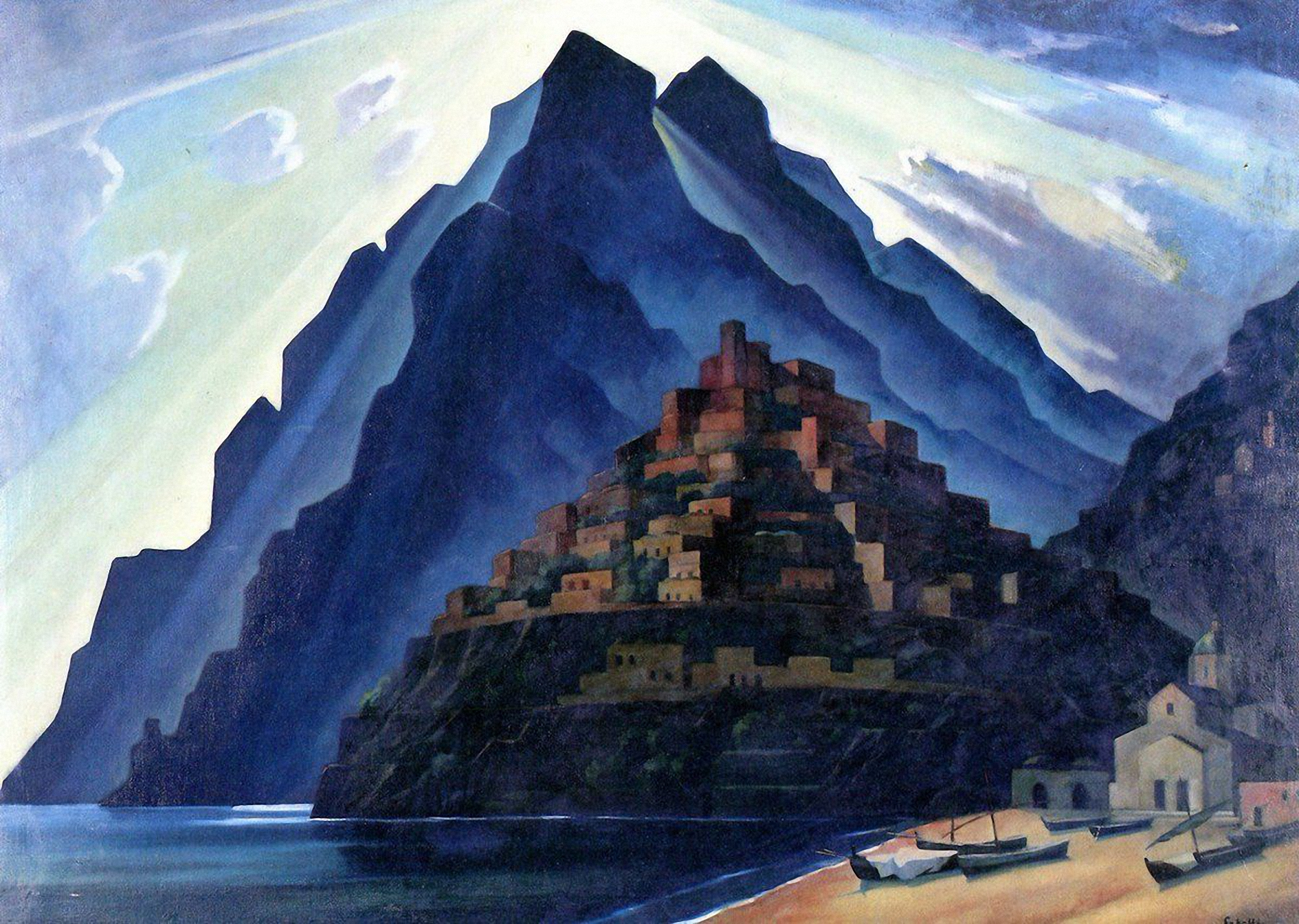
بوسيتانو ، زيت على قماش، 94.5 × 131 سم، حوالي عام 1923. الملكية الخاصة

بعد الحرب، عاد إيربسلو إلى ميونيخ في عام 1919. وفي عام 1920، قام بحذف تسجيل الجمعية من سجل الجمعيات في ميونيخ. في سبتمبر 1919، سافر هو وزوجته عبر وستفاليا ، حيث رسم القديسين والصلبان والسيدة العذراء في الكنائس والمتاحف. في بداية عشرينيات القرن العشرين، اتجه إلى الموضوعية الجديدة ، والتي يمكن فهمها باعتبارها رد فعل على الرسم العاطفي التعبيري. أعاد إدخال "الضوء المضيء"، الذي كان محل استنكار شديد من قبل التعبيريين، في لوحاته. لقد استخدم ضوء الشمس وظلاله لتشكيل المناظر الطبيعية وإعادة البعد الثالث للهندسة المعمارية. ويظهر على شكل انعكاس على سطح الماء أو على الزجاج أو في العين البشرية. ويمكن رؤية مراحل مهمة في تطوره الفني في لوحاته خلال هذه السنوات. ينبع هذا من التعبيرية، ويوضح الألوان الغنية، والتي تتبع في كثير من الأحيان قانون فان جوخ للألوان الأساسية والتكميلية. تتردد لوحاته التكعيبية في الأشكال البلورية التي أعطاها للمنازل، والأسقف، وأبراج الكنائس، وقمم الأشجار.
في عام 1931، عرضت جمعية بارمن للفنون بمناسبة الذكرى الخمسين لتأسيسها أخر معرض فردي كبير خلال فترة وجودها. في كتالوج المعرض، شرح منظر بيرجيش من وجهة نظره كرسام: "أرى أيضًا في ألوانه الزاهية والثقيلة في آن واحد ذكرى لا واعية إلى حد ما لألوان مدينة فوبرشتات (البنفسجي والأزرق المائل للسواد لمنازل الأردواز، والأخضر الغني للنوافذ، ومداخن المصانع الحمراء على خلفية سحب رمادية سوداء، والأصفر والأخضر الساطع المزدوج لأشجار الصيف على خلفية مماثلة)."
في عام 1932، خطط إيربسلو وكانولدت لإقامة نوع من المعرض الاستعادي للجمعية مع زملائهم في فترة ما قبل الحرب في عام 1934. كانت الذكرى الخامسة و العشرون لتأسيس الجمعية هي المناسبة لإقامه المعرض الرابع. كان من المقرر أن يقام المعرض في جمعية ميونيخ للفنون ويستمر من مايو 1934 إلى 15 يونيو 1934. كان الهدف هو عرض أعمال الأعضاء السابقين، سواء تلك التي تم إنشاؤها في ميونيخ أو تلك التي تم إنشاؤها مؤخرًا. لم يعد إيربسلو وكانولدت قادرين على تحقيق فكرة المعرض، لأنه بعد وصول النازيين إلى السلطة، تم إدانة لوحات ليس فقط أعضاء الجمعية السابقين باعتبارها منحطة . منذ عام ١٩٣٣ فصاعدًا، أصبح من المستحيل عليه إقامة معارض فنية. في عام ١٩٣٧، صودرت أربع لوحات له من المجموعات العامة ودُمّرت في حملة "الفن المنحط".
تقاعد إيربسلوه إلى الحياة الخاصة في إيرشنهاوزن في بافاريا، لكنه ظل على اتصال مع رفاقه وأصدقائه السابقين، وخاصة ألكسندر كانولدت، وفالتر ريزلر ، وأليكسي جولينسكي. وألقى كلمة التأبين في جنازته عام 1941 في مقبرة الكنيسة الأرثوذكسية الروسية في فيسبادن .
ألقى والتر ريزلر كلمة تأبين إربسلوه. كانت ابنة إيربسلو، الرسامة ونحاتة الخشب إنجي إيربسلو، تدير و تعتني بميراث والدها الفني حتى وفاتها.

## استقبال
في عام 1992، خصص متحف فون دير هايدت في فوبرتال معرضًا تذكاريًا كبيرًا له، ونتيجة لذلك تبرع ورثة إيربسلو بجزء من إرثه من الأعمال على الورق للمتحف.

## اقتباس
1. ↑  "Erbslöh - Adolf Erbslöh in den Familienberichten 1914-18". www.erbsloeh.org. مؤرشف من الأصل في 2025-02-22. اطلع عليه بتاريخ 2025-07-14.

## لوحات (مختارة)
- مدرسة الخياطة ، 1907، زيت على قماش
- شارع أوم ميونيخ ، 1908، زيت على قماش
- طبيعة صامتة ، 1908، زيت على ورق مقوى
- ربيع 1909، زيت على قماش، متحف دير مودرن سالزبورغ
- مهرجان الفاصوليا ، 1909، زيت على كرتون
- عارية مع الرباط ، 1909، زيت على الورق المقوى، خليج. مجموعات اللوحات الحكومية في ميونيخ
- سايما نيوفي ، 1909، زيت على قماش، متحف فون دير هايدت فوبرتال
- فتاة ذات تنورة حمراء ، 1910، زيت على ورق مقوى، متحف فون دير هايدت فوبرتال
- زهور الصيف ، 1910، زيت على قماش
- ملعب تنس ، 1911، زيت على قماش، متحف جامعة أيوا
- دير سابين ، 1911، زيت على ورق مقوى، معرض الفنون الحكومي كارلسروه
- الجبال (منظر جبلي بالقرب من براننبورغ)، 1911، زيت على ورق مقوى، معرض كارلسروه للفنون الحكومية
- أمسية صيفية ، 1911، زيت على قماش، Städtische Galerie im Lenbachhaus، ميونيخ
- زاوية الشارع ، 1912، زيت على قماش، متحف فون دير هايدت فوبرتال
- سكة حديدية معلقة ، 1912، زيت على لوح زيتي، قاعة الفنون في بريمن
- منزل في الحديقة ، 1912، زيت على ورق مقوى، متحف فون دير هايدت فوبرتال
- حديقة ، 1912، زيت على ورق مقوى، مجموعة جينا الفنية
- الأشجار والمصنع ، 1912، زيت على ورق مقوى، متحف فون دير هايدت فوبرتال
- في الحديقة ، 1912، زيت على قماش، معرض البلدية في لينباخهاوس ميونيخ
- جزازة في الحديقة ، 1912، زيت على قماش، متحف فون دير هايدت فوبرتال
- امرأة عارية جالسة ، 1912، زيت على قماش، متحف باوتسن
- ديسنبرغ ، 1915، زيت على قماش، متحف ولاية وستفاليا مونستر
- الحديقة الإنجليزية ميونيخ (زيت على قماش، 50 × 55 سم، 1916، جاليري نيو مايستر دريسدن)
- أطلال بيثينكور ، 1916، زيت على قماش، قصر الفنون في دوسلدورف
- مونتيني ، حوالي عام 1916، زيت على قماش، مجموعة لينغناوبر، موناكو
- غروب الشمس ، 1920، زيت على ورق مقوى، متحف فرانز مارك كوشل
- منظر للعاصفة الرعدية (جروسر ديسنبيرج) ، 1920، زيت على قماش، متحف ليوبولد هوش دورين
- مصنع ، 1921، زيت على قماش، معرض جامعة ييل للفنون، نيو هافن
- مصنع سكر في فاربورغ ، 1921، زيت على قماش، متحف غوستاف لوبكه، هام
- من زاورلاند ، 1921، زيت على ورق مقوى، متحف فون دير هايدت فوبرتال
- كيرشدورف ، 1921، زيت على ورق مقوى، متحف فون دير هايدت فوبرتال
- بوسيتانو ، حوالي عام 1923، زيت على قماش
- صيف 1923، زيت على قماش، متحف روبرتينوم مودرن سالزبورغ
- بورتريه ذاتي ، 1928، زيت على قماش، متحف فون دير هايدت فوبرتال

تمت مصادرة اللوحات التالية من المجموعات العامة في عام 1937 باعتبارها "منحطة" وتم تدميرها:
- منظر طبيعي (خيال منظر جبلي) (زيت على كرتون، 55 × 60 سم، 1911؛ متحف بلدية فوبرتال ). مُضمن في قائمة هاري فيشر "للفن المنحط".
- حديقة (ملعب في بارمن) (زيت على ورق مقوى – أو زيت على قماش، 72 × 50 سم، 1912؛ معرض الفنون الحكومي كارلسروه ). مُضمن في قائمة هاري فيشر "للفن المنحط".
- حديقة (زيت، أبعادها غير معروفة، حوالي عام 1912؛ Landesmuseum Münster ). مُضمن في قائمة هاري فيشر "للفن المنحط".
- منظر طبيعي مع مصنع (مصنع خلف الأشجار/واربورغ) (زيت على قماش، 75 × 60 سم، 1915؛ مجموعات الفنون لمدينة دوسلدورف ). تمت مصادرتها من قبل لجنة ويلريتش.

## لوحات في مجموعات عامة
- باوتسن: متحف باوتسن
- بريمن: معرض الفنون
- كمنيتس: متحف غونزينهاوزر
- دريسدن: مجموعات الفن الحكومية
- دورين: متحف ليوبولد هوش
- دوسلدورف: قصر الفن
- جوتنجن: مجموعة الفنون لجامعة جورج أوغست
- هام: متحف غوستاف لوبكي
- أيوا: متحف جامعة أيوا
- جينا: مجموعة جينا الفنية
- كارلسروه: معرض الدولة للفنون
- كوشل: متحف فرانز مارك
- كولونيا: متحف لودفيج
- موناكو: مجموعة لينغينبير
- ميونيخ: مجموعات اللوحات البافارية الحكومية
- ميونيخ: المعرض البلدي في لينباخهاوس
- مونستر: متحف ولاية وستفاليا
- مورناو: متحف قلعة مورناو
- نيو هافن: معرض جامعة ييل للفنون
- سالزبورغ: متحف الفن الحديث روبرتينوم
- فردان: متحف فردان التذكاري
- فيسبادن: متحف فيسبادن
- فيسبادن: مجموعة برابانت
- فوبرتال: متحف فون دير هيدت

## الكتابات
- أدولف إيربسلوه: الخيال والشكل . في: يموت كونست ، بروكمان، ميونيخ أبريل 1929، ص. 201 وما يليها.
- أدولف إيربسلو: عن عملي . في: أدولف إيربسلوه 1881–1931 . كتالوج المعرض. جمعية الفن في بارمن، فوبرتال 1931

### المعارض الفردية

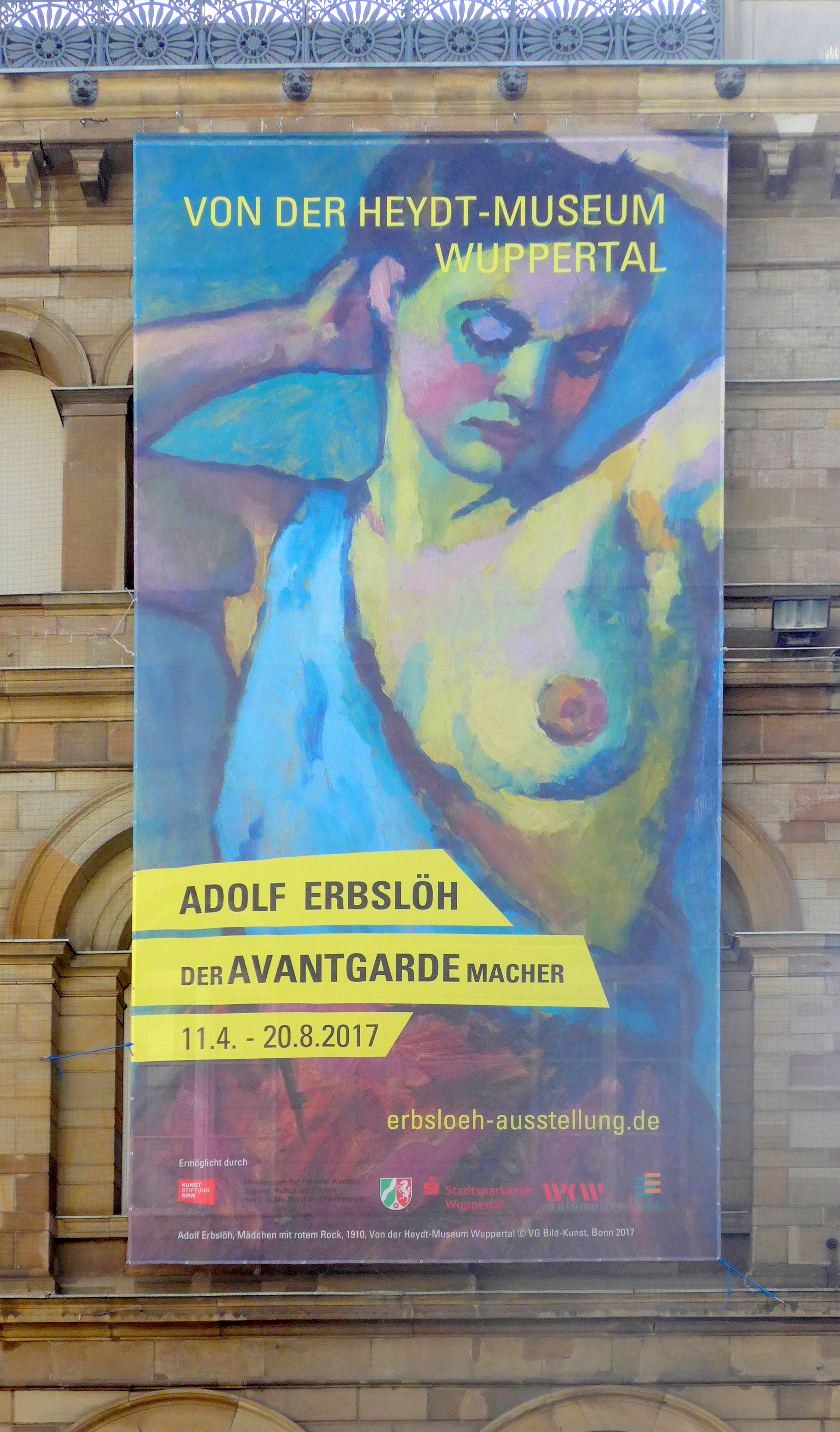
لافتة إعلانية خارجية على واجهة متحف فون دير هايدت ، فوبرتال، لمعرض أدولف إيربسلو مع قسم من لوحة الفتاة ذات التنورة الحمراء ، 2017

## روابط الويب
- أدولف إيربسلوه ضمن تاريخ عائلة إيربسلوه
- أدولف إيربسلوه: مجموعة لوحات في Athenaeum.org
- لوحة "الفتاة ذات التنورة الحمراء" للفنان أدولف إيربسلوه. فيديو ونص من سلسلة "روائع" على قناة WDR التلفزيونية
- فيرنر شتاينباخ
- السيرة الذاتية أدولف إيربسلوه الفنون الجميلة (الإنجليزية)
- [https://portal.dnb.de/opac.htm?method=simpleSearch&query=118530712

```
نصوص عن أدولف إيربسلوه] في فهرس 
مكتبة ألمانيا الوطنية
 
```